# Cerithiopsis greenii
Cerithiopsis greenii is een slakkensoort uit de familie van de Cerithiopsidae. De wetenschappelijke naam van de soort is voor het eerst geldig gepubliceerd in 1839 door C.B. Adams.